# Serou
Serou (pers. سرو) – miasto w Iranie, w ostanie Azerbejdżan Zachodni. W 2006 roku miasto liczyło 1508 mieszkańców w 279 rodzinach.